# Balim Sultan

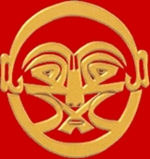
Kalligrafie in het alevitisme en bektashisme

Balim Sultan (Turks: Balım Sultan) wordt in het bektashisme als de grootste persoonlijkheid gezien na Hadji Bektasj Veli en wordt ook wel de Tweede Pir genoemd. Hij werd geboren in 1457 in de stad Dimetoka, Griekenland en stierf in 1517. Het wordt algemeen geaccepteerd dat zijn vader Mursel Baba was en zijn moeder een Servisch/Bulgaars prinses. Omdat Hadji Bektasj Veli als een leraar van het alevitisme wordt gezien en nooit een eigen soefi-orde stichtte, wordt Balim Sultan als de letterlijke stichter van de Bektashi orde van derwisjen gezien, vernoemd naar Bektasj.